# Kehmstedt
Kehmstedt là một đô thị ở huyện Nordhausen, trong bang Thüringen, Đức. Đô thị Kehmstedt có diện tích 11,4 km².